# Littorina neglecta
Littorina neglecta är en snäckart som beskrevs av Bean 1844. Littorina neglecta ingår i släktet Littorina och familjen strandsnäckor. Inga underarter finns listade i Catalogue of Life.